# یواس‌ان‌اس گروهبان سیلوستر انتولاک (تی-ای‌پی-۱۹۲)
یواس‌ان‌اس گروهبان سیلوستر انتولاک (تی-ای‌پی-۱۹۲) (به انگلیسی: USNS Sgt. Sylvester Antolak (T-AP-192)) یک کشتی بود که طول آن ۴۵۵ فوت (۱۳۹ متر) بود. این کشتی در سال ۱۹۴۵ ساخته شد.